# 3076 Garber
3076 Garber è un asteroide della fascia principale. Scoperto nel 1982, presenta un'orbita caratterizzata da un semiasse maggiore pari a 2,2377119 UA e da un'eccentricità di 0,1893547, inclinata di 7,71185° rispetto all'eclittica.